# Droga krajowa B320 (Niemcy)
Droga krajowa 320 (Bundesstraße 320, B 320) – niemiecka droga krajowa przebiegająca od skrzyżowania drogi B112 na obwodnicy Gubenu do miejscowości Lübben gdzie krzyżuje się z drogami B87 i B115 w Brandenburgii.
Droga wyznaczona przez władze NRD jako Fernverkehrsstraße 320. Od zjednoczenia Niemiec oznakowana jako Bundesstraße 320.